# Сала (река)
Сала (фр. Salat) је река у Француској. Дуга је 75 km. Улива се у Гарону. 